# Peripatopsis alba
Peripatopsis alba é uma espécie de verme-de-veludo da família Peripatopsidae.
É endémica da África do Sul, e seu habitat natural são cavernas.